# Bnei Brak
Bnei Brak ( escuchar) (en hebreo, בְּנֵי בְּרַק, pronunciado [ˌbnei̯ˈbʁak]) es una ciudad de Israel, situada en la periferia sur de Tel Aviv. Forma parte de la zona metropolitana conocida como Gush Dan, en el Distrito de Tel Aviv. Se trata de uno de los principales centros religiosos del mundo judío, debido a las yeshivot de primer nivel que allí se encuentran, además de ser la residencia de muchas de las máximas autoridades contemporáneas de la Torá. Bnei Brak es una de las ciudades más pobres y la ciudad más densamente habitada de Israel.

## Población
Según la Oficina Central de Estadísticas de Israel (CBS), es la ciudad más densamente habitada de Israel, con 20.076 habitantes por km² y un crecimiento poblacional del 2%. De acuerdo a un informe de la misma entidad, en septiembre de 2006 la población era de aproximadamente 147.000 residentes, la mayoría jaredí.
Hasta 1970, la Municipalidad de Bnei Brak fue dirigida por alcaldes pertenecientes al sionismo religioso. Sin embargo, a partir de la derrota del alcalde Gottlieb, la parte jaredí creció en estatus e influencia; desde entonces han gobernado la ciudad. Tanto como la población jaredí, creció la demanda de la observancia religiosa pública se incrementó y muchos residentes solicitaron el cierre de sus barrios al tráfico de vehículos en Shabat. Cuando demandaron el cierre de la calle principal, Avenida Rab Kahaneman, los residentes no religiosos protestaron, pero los habitantes religiosos ganaron la disputa. Actualmente, en Shabat solo se observan algunas ambulancias transitando por allí en casos de emergencia.
En un corto período de tiempo, muchos de los residentes seculares y sionistas religiosos han emigrado a otros lugares, por lo que la ciudad ha pasado a ser jaredí de manera casi homogénea. Pardes Kats es el único barrio laico.

## Historia
Bnei Brak tomó su nombre de la antigua Beneberak, la cual no estaba en la misma ubicación.
Creada para cumplir la función de albergar a la comunidad jaredí, fue fundada como asentamiento agrícola en 1924 por el rabino Itzjak Gerstenkorn y un grupo de jasídicos polacos. Debido a la falta de tierras, muchos de ellos recurrieron a otras ocupaciones, por lo que la zona comenzó a desarrollar un carácter urbano.
Su primer rabino oficial fue Rab Arye Mordejai Rabinowicz, descendiente del "Yid Hakodosh" y anterior rabino de la ciudad de Kurów, en Polonia. Posteriormente, fue sucedido por el Rab Yosef Kalisz, miembro de la dinastía jasídica de Vurka.
En 1950, su acelerado crecimiento hizo que sea declarada ciudad.
Rab Abraham Yeshaya Karelitz (conocido como el Chazon Ish) se asentó en Bnei Brak desde sus comienzos, lo cual generó una gran oleada de gente que imitó sus pasos. Por su parte, Rab Iaakov Lando, Gran Rabino de Bnei Brak entre 1936 y 1986, ayudó a convertir la ciudad en un importante centro religioso. Otros líderes del mundo religioso que vivieron en Bnei Brak fueron Rab Eliahu Eliezer Dessler, Rab Iaakov Israel Kanievsky ("El Staipler"), Rab Iosef Shlomo Kahaneman (Ponevicher Rob) y Rab Elazar Menajem Schaj. 
Actualmente, algunos de los máximos referentes contemporáneos del mundo de la Torá residen en Bnei Brak, tales como Aharon Yehuda Leib Shteinman, Rab Nisim Karelitz y Chaim Kanievsky.
Bnei Brak es también un importante centro jasídico. Ya en la década de 1950, el Rebe de Viznitz, Rab Jaim Meir Hager, fundó un gran vecindario en Bnei Brak, que sigue sirviendo como centro de la Dinastía Viznitz bajo la tutela de su hijo, Rab Moshe Ieoshua Hager.
A comienzos de la década de 1960, los rabinos de la Dinastía Sadigura se trasladaron a Bnei Brak. En los años 90, hizo lo propio la Dinastía Modzitz. Por su parte, es un hecho curioso que, a diferencia de los cuatro rebes anteriores de la Dinastía Gur, que vivieron en Jerusalén, el actual rebe (desde 1996) reside en Bnei Brak. Otras dinastías jasídicas de renombre que allí se encuentran son Nadvorna, Tchernobil, Koydanov, Trisk, por nombrar solo algunas de ellas.

## Autoridades legales
Bnei Brak posee establecimientos jurídicos que atienden a las necesidades civiles y comerciales de los diferentes grupos de la ciudad, que se orientan de acuerdo a la Halajá, Ley Judía derivada de la Torá. Las más importantes son los Batei Dinim (Tribunales) de Rab Yehuda Leib Landau y Rab Nisim Karelitz.
Rab Lando es un respetado experto en Halajá y supervisión de Cashrut. Tomó su puesto tras la muerte de su padre, el Gran Rabino Iaakov Landau, en 1986. La supervisión kasher Rab Landau es ampliamente aceptada como una de las mejores de Israel por casi todos los judíos ortodoxos.
Rab Nissim Karelitz es uno de los rabinos más respetados en el mundo y se desempeña como "Av Bet Din" (Jefe del Tribunal) de la población jaredí de orientación "lituana". A su vez, lidera un Bet Din que incluye tanto a los jaredim como a los jasidim, llamado Sherit Israel, el cual es también un sello de supervisión de cashrut.

## Economía
Uno de los lugares de interés de Bnei Brak es la planta embotelladora de Coca-Cola.
Dos compañías líderes que dominaron el centro de Bnei Brak durante muchos años fueron la fábrica de cigarrillos Dubek y la alimenticia Osem. Como la ciudad creció, se encontraron en medio del área residencial, por lo que fueron reubicadas.

## Particularidades
- En Bnei Brak se creó el primer centro comercial exclusivo para mujeres de todo Israel. 
- Existen abundantes fondos voluntarios de artículos prestados sin cargo llamados Guemaj (acrónimo de Guemilut Jasadim, "hacer el bien"). En los mismos se consiguen artículos que van desde las cunas, mesas y sillones, hasta medicinas, parrillas eléctricas o vestidos de novia. 
- Todos los comercios de la ciudad tienen alguna forma de supervisión rabínica y ninguno de ellos se encuentra abierto en Shabat.